# Flibco
Flibco, flibco.com of Flibtravel International is een busvervoersbedrijf dat in een aantal Europese landen langeafstandsbuslijnen naar luchthavens uitbaat. Het is een dochterbedrijf van de Luxemburgse Sales-Lentz Group (SLG) en is onder andere actief in Duitsland, België, Luxemburg, Nederland, Spanje (Tenerife), Portugal (Lissabon, Porto, Madeira), Hongarije en Cyprus (Larnaca).
Het voert zelf geen ritten uit, maar werkt hiervoor samen met lokale busvervoerders, zoals bijvoorbeeld ook concurrent Flixbus doet. Het specialiseert zich echter in luchthavenpendeldiensten.
Het bedrijf vervoerde 1,6 miljoen reizigers in 2018, vanuit 13 luchthavens in 8 landen.

## Duitsland
Het bedrijf startte rond 2006 met buslijnen naar luchthaven Frankfurt-Hahn, op het moment dat lagekostenmaatschappij Ryanair op deze afgelegen luchthaven van start ging.

## België

### Luchthaven van Charleroi
In België is Flibco gestart met lijnen naar de luchthaven van Charleroi, eveneens een luchthaven met nauwelijks openbaar vervoer. Eerst enkel vanuit station Brussel-Zuid, later ook vanuit 17 andere bestemmingen in België, Nederland, Luxemburg en Frankrijk.  In 2019 vervoerde het 25% van de reizigers van deze luchthaven. De ritten vanuit Brugge en Gent waren onderdeel van een internationaal traject, dat na Charleroi verder liep tot Luxemburg. Tijdens de coronapandemie was er een onderbreking van meer dan een jaar.

### Brussels Airport
In België is er per gewest een monopolie op geregeld busvervoer, zoals dat van de De Lijn in Vlaanderen. Tot 2021 was er enkel een uitzondering voor deeltrajecten van internationale buslijnen. Sinds november 2021 laat een Vlaams decreet evenwel toe dat privébedrijven ook binnen Vlaanderen personenvervoer organiseren. Flibco is het eerste bedrijf dat hiervoor een vergunning heeft, en vanaf 23 juni 2022 heeft het dagelijks 13 busritten naar Brussels Airport (Zaventem) rijden zonder tussenstop, vanuit Brugge en station Gent-Sint-Pieters, waarvan een aantal in de vroege ochtend. Tegelijk is het ook een verbinding gestart vanuit Rijsel (Lille). Het laat de ritten uitvoeren door Voyages Léonard.

### Antwerpen - luchthavens in Zaventem en Charleroi
In april 2024 startte Flibco een gecombineerde buslijn vanuit Antwerpen naar de luchthavens Brussels Airport en Charleroi. Eerder waren ook Luik, Breda, Eindhoven en Maastricht genoemd als mogelijke vertrekpunten.

### Deeltaxi
Flibco biedt daarnaast ook deeltaxi's aan voor luchthavenvervoer naar de luchthaven van Charleroi, en vanaf 2022 naar Brussels Airport, vanaf een willekeurig adres in de regio.